# Dementijiwka
Dementijiwka (ukr. Дементіївка) – wieś na Ukrainie, w obwodzie charkowskim, w rejonie charkowskim. W 2001 liczyła 35 mieszkańców.